# Sa Bình
Sa Bình là một xã thuộc huyện Sa Thầy, tỉnh Kon Tum, Việt Nam.
Xã Sa Bình có diện tích 40,45 km², dân số năm 2019 là 4.572 người, mật độ dân số đạt 113 người/km².